# Раєць-Подуховни
Раєць-Подуховни (пол. Rajec Poduchowny) — село в Польщі, у гміні Єдльня-Летнісько Радомського повіту Мазовецького воєводства.
Населення — 888 осіб (2011).

## Демографія
Демографічна структура станом на 31 березня 2011 року:
|          | Загалом | Допрацездатний вік | Працездатний вік | Постпрацездатний вік |
| -------- | ------- | ------------------ | ---------------- | -------------------- |
| Чоловіки | 439     | 98                 | 312              | 29                   |
| Жінки    | 449     | 100                | 266              | 83                   |
| Разом    | 888     | 198                | 578              | 112                  |